# Lessona
Lessona – miejscowość i gmina we Włoszech, w regionie Piemont, w prowincji Biella.
Według danych na styczeń 2009 gminę zamieszkiwało 2496 osób przy gęstości zaludnienia 213,3 os./1 km².